# 蓑田胸喜
蓑田 胸喜（みのだ むねき、明治27年〈1894年〉1月26日 - 昭和21年〈1946年〉1月30日）は、日本の右翼思想家、反共主義者。慶應義塾大学予科、国士舘専門学校教授、原理日本社主宰、国際反共連盟評議員。東京帝国大学文科大学宗教学科卒業。熊本県出身。

## 生涯

### 生い立ち
熊本県八代郡吉野村（現・氷川町）生。八代中学校を経て、第五高等学校（五高）に学ぶ。五高での同期には佐々弘雄、細川隆元がいる。
1917年（大正6年）、五高卒業後、東京帝国大学入学。最初は法科大学（法学部）に入学するが、文科大学（文学部）宗教学科に転学し、宗教学者の姉崎正治に師事する。1920年（大正9年）文学部卒業、さらに法学部政治学科に学士入学する。帝大在学中は、天皇機関説と激しい論争を展開したことでも知られる君権学派憲法学者の上杉慎吉が指導していた国粋主義的な学生団体である興国同志会に入会するとともに、三井甲之に私淑するようになる。

### 右翼の理論家
1922年（大正11年）4月、慶應義塾大学予科教授となり、反ユダヤ主義者の若宮卯之助らと共に約10年間、論理学や心理学を講義する。1925年（大正14年）11月7日、三井らと共に原理日本社を創立し、初代会長に就任、雑誌『原理日本』の刊行を始める。慶應義塾では「精神科学研究会」を組織し、そして、同誌上で国粋主義の観点から、マルクス主義・自由主義的な学者・知識人批判を展開する。慶大で蓑田の受講生であった奥野信太郎（後に慶大教授）によると、授業は論理学についてはほんの少し触れるのみで、マルクス主義の攻撃と、国体明徴に終始していたようである。試験に明治天皇の御製を三首書いて出せば、及第点を与えたという。
1932年（昭和7年）4月、慶應義塾を退職し、国士舘専門学校教授となり、また、国体擁護連合会の常任理事となり国民精神総動員運動を推進する。同年、ヴィルヘルム・ヴント門下で慶應義塾大学文学部長の川合貞一が原理日本社第2代会長に就任する。
貴族院議員であった美濃部達吉が辞職させられた、天皇機関説事件に始まる大学粛正運動の理論的指導者であり、滝川幸辰、大内兵衛らの追放、津田左右吉の古代史著作発禁事件も、蓑田の批判論文がそもそものきっかけである。1934年6月6日、東京帝大教授末弘厳太郎を治安維持法違反・不敬罪・朝憲紊乱罪で告発した。
1936年11月の日独防共協定が締結後は、1937年4月に平沼騏一郎や近衛文麿らが顧問を務める反共・国粋主義の国際反共連盟が結成され、その評議員の一人として反共雑誌『反共情報』に寄稿していた。1938年には帝大粛正期成同盟を組み、対外防共協定に呼応した国内に対する滅共を唱えた。1938年2月25日、英学者の松田福松と共著『国家と大学―東京帝国大学法学部の民主主義無国家思想に対する学術的批判』を刊行。

### 晩年
1941年（昭和16年）、内紛に巻き込まれて国士舘専門学校を退職。7月、『学術維新』を刊行。1942年（昭和17年）頃から健康状態が悪化し、論文の発表も『原理日本』1943年（昭和18年）5月号で途切れた。
1944年（昭和19年）6月、郷里の吉野村に疎開し、終戦後に自宅で首を吊って自殺した。享年52（数え年53）。これには、発狂による自殺とする説もある。当時岩波書店社長であった岩波茂雄は、蓑田の死に際して遺族に金一封を送り、「それでは蓑田は本物であったか」という感想をもらしたというエピソードがある。
墓所は熊本県八代郡氷川町の阿弥陀寺。

## 蓑田の批判対象
大正デモクラシーの流れを汲む自由主義や左翼的な共産主義に留まらず、権藤成卿や大川周明のような経済面で社会主義や農本主義を支持する右翼も批判対象とした。同盟国のナチス・ドイツに対しても否定的であった。

### 学説
- 天皇機関説
- 大学自治
- アーリアン学説

### 組織
- 東京帝国大学法学部
- 昭和研究会

### 人物

#### 政治家
- 一木喜徳郎（政治家、天皇機関説）
- 牧野伸顕（政治家）
- 岡田啓介（政治家、海軍大将）
- アドルフ・ヒトラー（ナチス・ドイツ総統）

#### 学者・思想家
- 美濃部達吉（東大法学部、天皇機関説）
- 吉野作造（東大法学部、民本主義）
- 田中耕太郎（東大法学部、法学）
- 末弘厳太郎（東大法学部、法学）
- 矢部貞治（東大法学部、政治学）
- 南原繁（東大法学部、政治学）
- 横田喜三郎（東大法学部、国際法）
- 宮沢俊義（東大法学部、憲法学）
- 大内兵衛（東大経済学部、財政学、マルクス経済学）
- 河合栄治郎（東大経済学部、社会政策）
- 矢内原忠雄（東大経済学部、植民政策）
- 瀧川幸辰（京大法学部、刑法学、滝川事件）
- 西田幾多郎（京大文学部、哲学）
- 田辺元（京大文学部、哲学）
- 三木清（京大文学部、哲学）
- 津田左右吉（早大教授、歴史学）
- 北一輝（国家社会主義）
- 権藤成卿（農本主義）
- 大川周明（日本主義）
- 安岡正篤（陽明学）
- 笠信太郎（朝日新聞常務取締役論説主幹）

## 評価
彼が活躍していた当時から現代に至るまで、彼を狂信的な右翼思想家とする者は多い。「胸喜」の名を「狂気」ともじった揶揄もあった。戦後日本の言論界においては長くその存在を封印されていたが、近年になって学術的な再考が進んでおり、竹内洋が中心となって柏書房から全集が出版された。現在論壇での露出度が高い佐藤優による再評価もあり、知名度が上がっている。
政治学者の植村和秀は、自著『昭和の思想』で蓑田を丸山眞男（丸山政治学）、平泉澄（皇国史観）、西田幾多郎（西田哲学）と並ぶ昭和思想の代表者とした。植村によれば、丸山と平泉は「理の軸」の上にある「合理的」「論理的」な人物であり、西田と蓑田は「気の軸」にある「主観的」「精神的」な人物であった。

日本浪漫派の文芸評論家である保田與重郎は、『日本浪漫派の時代』の文中で以下のように述べている。
「蓑田氏については私はよく知らないが、戦後にこの人を非難罵倒することによって、自己弁護をしたような多数の進歩主義者の便乗家とはちがって、私の印象では清潔な人物だった。極めて頑迷固陋といわれたが、筋が通っていた。〈中略〉教授の職より学を愛することの出来る人なら、蓑田氏を怖れる必要がなかった筈だ。権力地位より正論に謹んだ人で蓑田氏を怖れた例を私は知らない。」—保田與重郎、『日本浪漫派の時代』
国史・法制史家の瀧川政次郎は、『増補 日本奴隷経済史』（名著普及会、1985年）の「増補版序並に解題」で次のように述べている。
　昭和六年の満州事変を契機として、日本の政治情勢は一変し、思想の取締りは厳重になった。軍人が政治に関与することは、軍人勅諭の禁ずるところであるが、軍は政治に関与するのみならず、遂には政権を独占するに至った。軍の思想を支配したのは、陸軍大将荒木貞夫である。この人は和歌山県の小さい八幡宮の社家に生れ、若き日に平田篤胤の国学に心酔し、平田学説に輪をかけた皇国史観を以て軍を指揮した。彼の眼には帝国陸軍は皇軍であり、そのいくさは悉く聖戦であった。権勢に阿ってそのお先棒をかつぐ鼠輩は何時の世にも絶えない。荒木大将が陸相にして文相を兼ねるや、その思想取締の先端に立って不敬罪を捜して歩く超国家主義者が跳梁した。蓑田胸喜のごときその一人であって、彼は一高の入学試験に失敗したことを恨みとし、高校の試験に及第して大学を卒業した人士を失脚せしめることを快とした悪魔的存在であって、京大の瀧川事件を起した張本人である。瀧川幸辰君は、京大における刑法の講義において、国事犯には予備罪、未遂罪があって既遂犯はない、既遂犯者は次の政権担当者となるからであると、刑法学上当然の事を当然に述べた。それを捉えて瀧川教授は革命を示唆した不逞の徒であるとしてわめき立てたのが、蓑田胸喜一派の超国家主義者である。
　この事件の直後、私の一高時代のクラスメートである岡崎嘉平太君は、私に忠告してくれた。君の名は、金甌無缺の我が国体を危くする危険思想の持主として、文部当局者のブラック・リストに載せられている。身辺注意せよと。.....—瀧川政次郎、『増補日本奴隷経済史』「増補版序並に解題」

## 著書

### 単著
- 『精神科学叢書』 第1編、原理日本社、1927年。
- 『獨露の思想文化とマルクス・レニン主義　マルクス主義の根源的綜合的批判』原理日本社、1928年。
  - 『獨露の思想文化とマルクス・レニン主義　マルクス主義の根源的綜合的批判』岐阜縣工場會〈岐阜縣工場會報 第54號〉、1929年。
- 『世界文化単位としての日本　マルクス主義に学術的批判を加へて日本文化の世界的人道的使命を論ず』原理日本社〈しきしまのみち小冊子 第1〉、1929年。
- 『「随感録」に現はれたる浜口前首相の精神分析』原理日本社、1931年。
- 『美濃部博士『憲法撮要』の詭弁詐術的国体変革思想　五・一五事件の激発動因統帥権干犯の出自禍根』しきしまのみち会原理日本社、1933年。
- 『学術維新原理日本』原理日本社、1933年。
- 『日本総赤化徴候司法部不祥事件禍因根絶の逆縁昭和維新の正機　附・マルキシズムと国家及国民性唯一無窮生命神国日本』原理日本社〈しきしまのみち会叢書 別冊 第8〉、1933年。
- 『美濃部「機関説」の源流一木博士の反国体思想』しきしまのみち会原理日本社、1935年。
- 『一木枢相・牧野内府の潜冒思想を糾弾す　天皇機関説の源流を衝いて国民に訴ふ！』今日の問題社〈今日の問題 no.16〉、1935年。
- 『帝大法学部『国権否認論』の法理学的批判　附・国防・教育・財政一元論其他六篇』原理日本社、1935年。
- 『美濃部博士の大権蹂躪　人権蹂躪・国政破壊日本万悪の癌腫禍根』原理日本社〈しきしまのみち叢書 第6編〉、1935年。
- 『国防・教育・財政一元論』国防思想普及会、1936年。
- 『行政法の天皇機関説　附・二・二六事件と美濃部・末弘思想』原理日本社、1936年。
- 『二・二六事件に就て』原理日本社、1936年。
- 『真の大学問題』原理日本社、1938年。
- 『法哲学と世界観　田中耕太郎氏の思想学説批判』原理日本社、1938年。
- 『河合教授への公開状　往復書簡の公表と其根本思想の批判』原理日本社、1938年。
- 『津田左右吉氏の大逆思想』 第1、蓑田胸喜、1939年。
- 『昭和研究会の言語魔術　新体制に揺翳する思想的妖雲を掃滅す』原理日本社、1940年。
- 『世界文化単位としての日本』原理日本社、1940年。
- 『ナチス思想批判』原理日本社、1940年。
- 『ナチス精神と日本精神』原理日本社、1940年。
- 『大川周明氏の学的良心に愬ふ　「日本二千六百年史」に就て』原理日本社、1940年。
- 蓑田胸喜述『共産主義思想の検討』日本協会出版部、1941年。
- 『国家と大学　東京帝大法学部に対する公開状』（改新版）原理日本社、1941年。
- 『国防哲学』東京堂、1941年。
- 『学術維新』原理日本社、1941年。
- 『日本世界観　世界精神史』原理日本社、1941年。

### 共著・編著・共編著
- 三井甲之共著『我等は如何にこの凶逆思想を処置すべきか？　東京帝国大学法学部赤化教授対「しきしまのみち」学術的分析』 第2、原理日本社〈しきしまのみち叢書 第4編〉、1934年。
- 三井甲之共著『真理と戦争　東京帝大教授矢内原忠雄氏の「真理と戦争」の批判に因みて』原理日本社、1937年。
- 蓑田胸喜 編『日本精神と科学精神』原理日本社、1937年。
- 松田福松共著『国家と大学　東京帝国大学法学部の民主主義無国家思想に対する学術的批判』原理日本社、1938年。
- 「政治経済文化の根本問題」、山本勝市『笠信太郎氏「日本経済の再編成」批判』原理日本社、1941年。

### 全集
- 竹内洋ほか 編『蓑田胸喜全集』 全7巻（本文影印版）、柏書房、2004年11月。ISBN 4-7601-2585-X。
  - 井上義和 編『初期論集 1』柏書房〈蓑田胸喜全集 第1巻〉、2004年11月。ISBN 4-7601-2586-8。 - 竹内洋｢蓑田胸喜伝序説｣および詳細年譜を収録。
  - 井上義和 編『初期論集 2』柏書房〈蓑田胸喜全集 第2巻〉、2004年11月。ISBN 4-7601-2587-6。 - 井上義和「解題 初期論集1・2」を収録。
  - 竹内洋 編『学術維新原理日本』柏書房〈蓑田胸喜全集 第3巻〉、2004年11月。ISBN 4-7601-2588-4。 - 竹内洋「解題 学術維新原理日本」を収録。
  - 植村和秀 編『学術維新』柏書房〈蓑田胸喜全集 第4巻〉、2004年11月。ISBN 4-7601-2589-2。 - 植村和秀「解題 学術維新」を収録。
  - 今田絵里香 編『国家と大学』柏書房〈蓑田胸喜全集 第5巻〉、2004年11月。ISBN 4-7601-2590-6。 - 今田絵里香「解題 国家と大学」を収録。
  - 福間良明 編『国防哲学』柏書房〈蓑田胸喜全集 第6巻〉、2004年11月。ISBN 4-7601-2591-4。 - 福間良明「解題 国防哲学」を収録。
  - 佐藤卓己 編『原理日本』柏書房〈蓑田胸喜全集 第7巻〉、2004年11月。ISBN 4-7601-2592-2。 - 佐藤卓己「解題 原理日本」、未収録文献一覧および人名索引を収録。

### 著作集
- 慧文社史料室 編『蓑田胸喜著作集』慧文社。
  - 慧文社史料室 編『国防哲学』慧文社〈蓑田胸喜著作集 1〉、2007年11月。ISBN 978-4-905849-89-6。
  - 慧文社史料室 編『学術維新（上）』慧文社〈蓑田胸喜著作集 2〉、2008年9月。ISBN 978-4-905849-95-7。
  - 慧文社史料室 編『学術維新（下）』慧文社〈蓑田胸喜著作集 3〉、2008年9月。ISBN 978-4-905849-96-4。